# سووینو
سووینو (به صربی: Sevojno) یک منطقهٔ مسکونی در صربستان است که در ناحیه زلاتیبور واقع شده‌است. سووینو ۱۹٫۵۹ کیلومتر مربع مساحت و ۷٬۱۰۱ نفر جمعیت دارد.